# پولوو
پولوو (به آلمانی: Pulow) یک منطقهٔ مسکونی در آلمان است که در لازان، آلمان واقع شده‌است. پولوو ۳۲۰ نفر جمعیت دارد.